# Exif
可交换图像文件格式（英語：Exchangeable image file format，官方簡稱Exif），是专门为数码相机之照片设定的檔案格式，可以记录数码照片的属性信息和拍摄数据。
Exif最初由日本電子工業發展協會在1995年制定，版本为1.0。1998年，升级到2.1版，增加了对音频文件的支持。2002年3月，发表了2.2版。最新版本3.0于2023年5月发布，除其他外，还支持UTF-8，以允许使用非 ASCII 编码的文本数据。
Exif可以附加于JPEG、TIFF、RIFF等文件之中，为其增加有关数码相机拍摄信息的内容和索引图或图像处理软件的版本信息。
Windows 7操作系统具备对Exif的原生支持，通过鼠标右键点击图片打开菜单，点击属性并切换到详细信息标签下即可直接查看Exif信息。
Exif信息是可以任意编辑，因此只有参考功能。
Exif信息以0xFFE1作为开头标记，后两个字节表示Exif信息的长度。所以Exif信息最大为64 kB，而内部采用TIFF格式。
PNG不支持原生Exif数据置入到文件中，但在版本1.2规范中加入相应的数据块（eXIf）来保存相应Exif数据。